# Analog Science Fiction and Fact

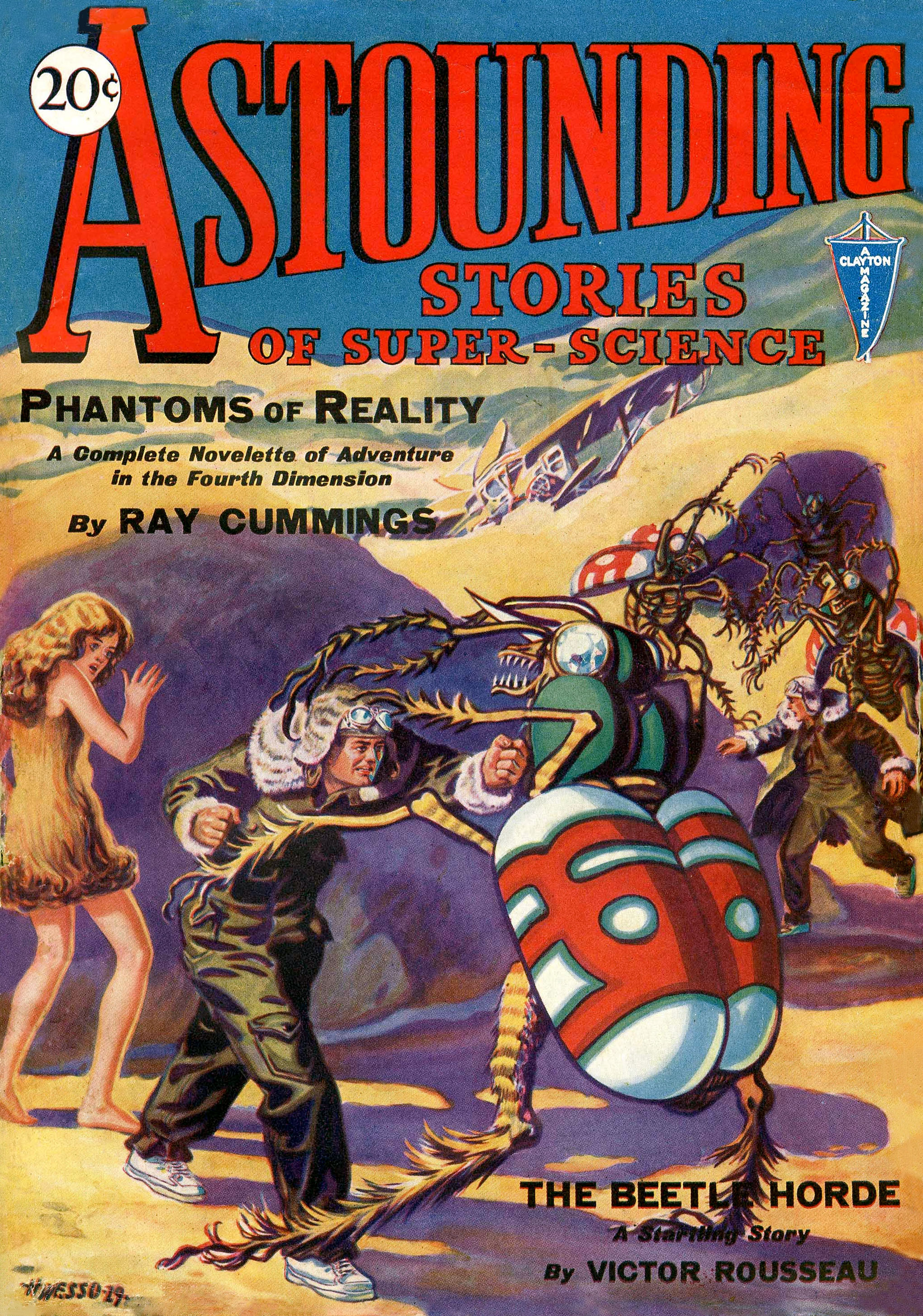
Copertina del primo numero. Illustrazione di H. W. Wesso (Hans Waldemar Wessolowski)

Analog Science Fiction and Fact, abbreviato in Analog, è la più longeva e famosa rivista di fantascienza. Nata nel 1930 negli Stati Uniti come pulp magazine col titolo di Astounding Stories, ha cambiato più volte la propria denominazione nel corso degli anni; quella con cui è rimasta più conosciuta è Astounding Science-Fiction, che l'ha contraddistinta negli anni dal 1938 al 1960. Il suo millesimo numero è stato pubblicato nel giugno 2015.

## Storia

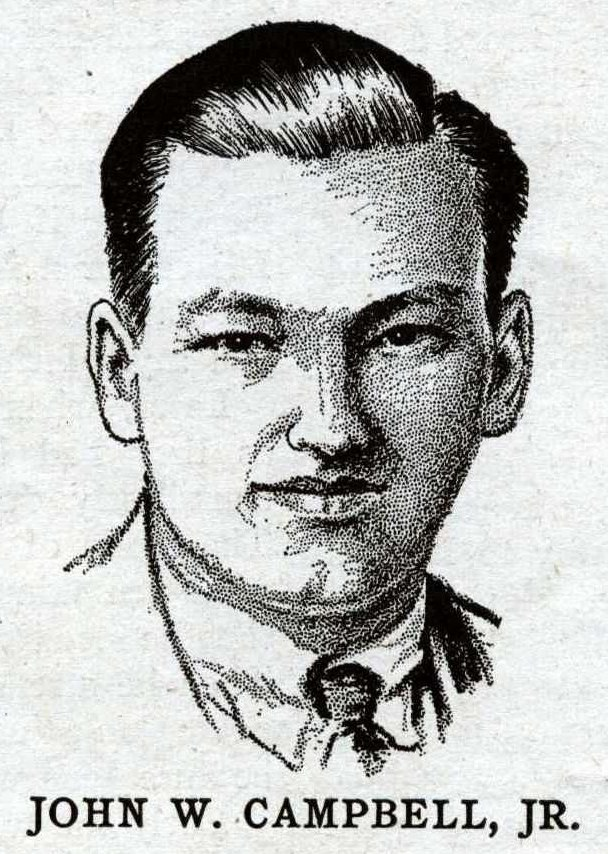
Ritratto di John W. Campbell apparso nel numero del gennaio 1932 di Wonder Stories

Già nei primi anni di vita perse rapidamente le caratteristiche del "pulp magazine", indirizzandosi sempre più verso storie e personaggi che avessero caratteri di maggior plausibilità, fino a diventare negli anni d'oro della fantascienza, sotto la guida di John W. Campbell, la pubblicazione di riferimento del settore.
In questo periodo sulle sue pagine compaiono i primi lavori di scrittori destinati a diventare delle stelle di prima grandezza della letteratura fantascientifica fra cui Isaac Asimov, Robert A. Heinlein e A. E. van Vogt.
Il rapporto di Campbell con questi scrittori portò all'ideazione di storie e concetti rivoluzionari come le tre leggi della robotica di Asimov e la Storia futura di Heinlein. Asimov in particolare racconta in varie occasioni come nel corso dei suoi periodici incontri con Campbell venissero sviluppate le idee su cui si basarono numerosi suoi racconti.
Negli ultimi decenni la rivista ha registrato una notevole contrazione del mercato, passando dalle 115 000 copie del 1983 alle 28.000 del 2006.

## Denominazioni
- Astounding Stories of Super-Science (1930)
- Astounding Stories (1931-1938)
- Astounding Science-Fiction (1938-1960)
- Analog Science Fact & Fiction (1960-1992)
- Analog Science Fiction and Fact (dal 1992)

## Direttori
- Harry Bates, gennaio 1930 - marzo 1933
- F. Orlin Tremaine, ottobre 1933 - ottobre 1937
- John W. Campbell, ottobre 1937 - dicembre 1971
- Ben Bova, gennaio 1972 - novembre 1978
- Stanley Schmidt, dal dicembre 1978 al 2012
- Trevor Quachri, dal 2012